# エスペランサ・スポルディング
エスペランサ・スポルディング（Esperanza Spalding、1984年10月18日 - ）は、アメリカのマルチ・インストゥルメンタリスト。
主にジャズ・ベーシスト、歌手として知られているが、その音楽ジャンルは多岐に渡る。

## 略歴

### 生い立ち・学歴
オレゴン州ポートランド近郊のキングに育ったスポルディングであるが、自身の告白によると「ゲットー」的な「ちょっと怖い」場所だったという。母親はシングルマザーとして彼女と彼女の弟を育てた、勤勉な女性だった。
アフリカ系アメリカ人、ウェールズ及びスペインの血を引き、「ウェールズ、ヒスパニック、ネイティブ・アメリカンにアフリカからの古いルーツを加えた」多様な民族的遺産を受け継いでいるという。
「母はウェールズ／ヒスパニック／ネイティブ・アメリカン系で、父は黒人だった」と自身が語るように、彼女の黒人としてのルーツは父親から、ヒスパニックとしてのルーツは南カリフォルニア出身でキューバ人の乳母として働きスペイン語を覚えた母親から間接的に受け継いだものだという。スポルディングはこれらの影響を人生における他の様々な要素とあわせて自分を形成してきたものだと語っている。さらにブラジルを含めた他の文化にも興味があり、各言語特有の芸術性に敬意を表している。特にポルトガル語については「ポルトガル語の歌というのはメロディと言葉が本質的に絡み合っていて、それでいて美しい」とコメントしている。
実母はかつて、歌手のような仕事をしていた時期もあったため、娘・エスペランサの音楽への興味を尊重している。エスペランサも、音楽を追求する上で母親からの強い影響を認める一方、4歳の時にテレビ番組でチェリストのヨーヨー・マを観て感激したことも、音楽家を志すきっかけになったという。
5歳になるまでにはヴァイオリンをマスターし、オレゴン州の地域の集まりで演奏するようになっていた。幼少時はずっと体が弱く、小学校にはほとんど通えずにホームスクーリングで教育を受けていたが、その後ポートランドの北東部にあるキング小学校に転校する。そこで、エスペランサが8歳ぐらいの時に、母親が大学へジャズ・ギターを習いに行っていた時の教師を付かせる。エスペランサ曰く、「ギター教室に連れていってもらったとき、私はピアノの下に座っていたの。家に帰ったら母と先生が演奏していた曲を自分でもやってみていた」。高校でダブル・ベースを始める前にはオーボエやクラリネットを演奏していたこともある。また、英語／スペイン語／ポルトガル語で歌うことができる。

### ベースへの転向

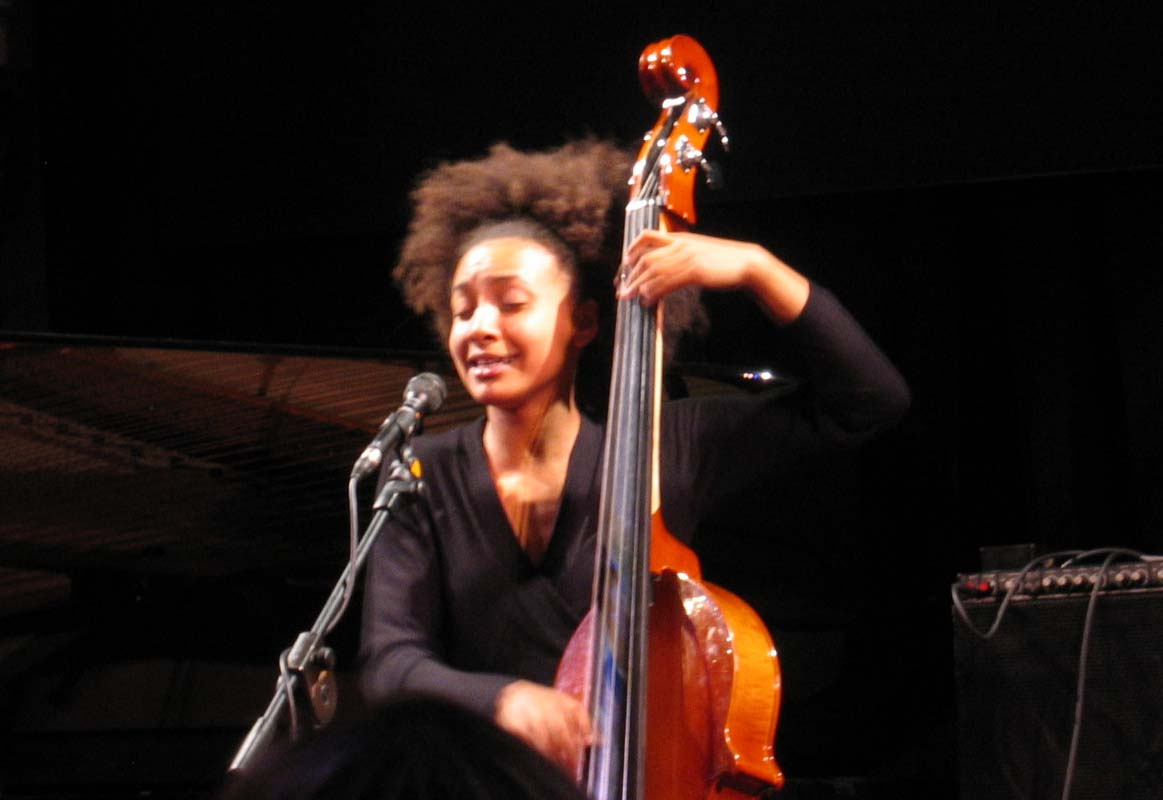
イタリア・ペルージャ州のウンブリア・ジャズ・フェスティバルで演奏するエスペランサ・スポルディング（2007年7月12日撮影）

チェロを希望していた時期もあったが、アートスクールの名門校であるノースウエストアカデミーの奨学金を得たのをきっかけにベースへ転向した。理由は、特に選択を絞ったわけではなく「その独特の形」と音に共鳴したからだという。また、「朝起きたらそこに相棒がいた、という感じ」と形容している。その頃までに音楽の授業で何度かベースを手にすることはあったものの、本格的に弾いたことはなく、他の楽器の上達には限界だった頃もあったという。バンドの担当教師に、彼女の最初のコンサートで演奏することになるブルースのベースラインを教わってからは毎日ベースを弾くようになり、やがて虜になっていったようである。
14歳の1年間を過ごす。しかし校風が肌に合わず、最終的に「ゆるくて退屈」という理由で中退している。
15〜16歳頃には、ローカルバンド“Noise for Pretend”へ歌詞を提供するようになり、心に留まったあらゆることを題材にしていたという。声を守る程度のボイストレーニングを受けたことはあったものの、Noise for Pretendのボーカルとしてデビューする前は「シャワーの中でしか」歌ったことがなかったと語っている。創作活動から演奏活動へと彼女の欲求は自然と移っていったが、メロディとボーカルとをうまく噛み合せようとしながら演奏を続けるうちに、この2つを両立させることの難しさを実感するようになっていた。2008年のインタビューでは「観客の心を掴む歌手になる、ということは本当に大変なことで、そのためには感情をどう表現するかという責任をもつこと、詩やメロディへの理解が必要だと思った。それが優れたベーシスト／バンドリーダーを目指すきっかけになった」と語っている。

## 大学
GEDを突破し、高校を16歳で卒業すると音楽特待生としての奨学金を得てポートランド州立大学に入学する。ここでの彼女は「当学史上、最も若いベース奏者」として記録されている。先輩からの指導を一切受けなかったのにもかかわらず、教授陣は彼女の才能を見出さない訳にはいかなかったようでベース担当の教授からバークリー音楽大学への転入を勧められた途端にオーディションにて全額の奨学金を受ける権利を得てしまう。この奨学金を目の前にしてエスペランサは生活に困窮しており、友人に寄付のためのコンサートを開いてもらってボストンへの航空費とわずかな余剰金をやっと稼ぐという状態だった。
そのお金も長くはもたず、最寄り駅から2マイル離れた街に住み、華奢な体のエスペランサが重いベースを担いで往復するバークリーでの生活は楽ではなかった。 すっかり疲れ果て、音楽の道を諦めて政治学へ転向しようとしていたとき、ジャズギタリスト／作曲家のパット・メセニーにその未知なる才能を買われる。

### ツアー
10代の頃から、オレゴン州のポートランドにあるクラブにて演奏活動をスタートさせており、15歳でブルースクラブにデビューした際には1種類のベースラインしか弾けなかった。デビュー・ライブでセッションした1人が語るところによると「彼女はしっかり何かを学んでいた」ようで、1年が経つころには一人前の演奏を披露するようになっていた。エスペランサも、ライブは自分のそれまでの経験以上のものを引き出すためのチャンスと捉えていたようで、一緒に演奏するミュージシャンを呼び寄せることを絶好の機会と定義していた彼女は、ライブを通じてリズム感や演奏技術を磨いていった。
パティ・オースティンはバークリーで1年次を終えたばかりのエスペランサをエラ・フィッツジェラルドをトリビュートするための世界ツアーにシンガーとして抜擢する。2008年のインタビューでスポルディングはサポートシンガーとして同行するにあたり、同じ曲を演奏する場合でも毎回趣向を凝らし、エネルギーを保ち続ける方法をこのツアーを通じて学んだ、と回想している。オースティンのバンドには、3年間定期的に参加していた。同時期には、バークリーにてサックス奏者のジョー・ロヴァーノに師事、その後ロヴァーノのツアーに同行する。トリオ、カルテットを経て最終的にクインテット編成の“US5”となり、ニューヨークからカリフォルニアまでのアメリカ横断ツアーを行った。
自分に先天的な音楽の才能があるとは考えていない。

### 教鞭
2005年、Boston Jazz Societyから個人賞（outstanding musicianship）を受け、奨学金を獲得している。
同年、飛び級で早々にバークリー音楽大学を卒業したスポルディングは、当時弱冠20歳にして同学における最年少講師として迎えられる。講師として、スポルディングは各学生に練習日記をつけさせ、これをもとに各人の力量を把握してさらなるスキルアップを図るための練習法をサポートしているという。2008年には和声理論など複数の講義を担当するまでになったが、現在はバークリーでの教職から距離を置いている。以降、現在までテキサス州オースティン在住。

### リーダー作および共演作
Junjo (2006)、Esperanza (2008)、Chamber Music Society (2010)、Radio Music Society (2012)、Emily's D+Evolution (2016)、Exposure (2017)の6枚のアルバムをリリース済。デビュー作はトリオ編成での演奏で、エスペランサのリーダー作の形式をとりながらも、実際は「共同作業の結果」であると語っている。続くEsperanzaは自作曲を増やし、曲毎にベストなミュージシャンを選んだという。ポップマターズのエド・モラレスは第二作Esperanzaを「ジャズ／フュージョンを下敷きに、ブラジル音楽やヒップ・ホップに到るまで見事にコラージュしてみせている」と評した。ボストン・グローブのシッダールタ・ミッターは同作を「大きな変化」と位置づけ「伝統的な手法に則ってはいるものの、エスペランサ・スポルディングというアーティストを知るのに格好の一枚」と評している。
これらのアルバムの他にエスペランサは、フォープレイやスタンリー・クラーク、クリスチャン・スコット、ドナルド・ハリソン、ジョー・ロヴァーノ、ニーニョ・ホセレ、ナンド・ミシュランやテレーザ・ペレズといったアーティストたちとコラボレートしている。

## 評価
2004年にバークリー音大の副学長を務めていたゲイリー・バートンは、エスペランサを「素晴らしいリズム感があり、非常に複雑な曲も自信をもって解釈でき、彼女の明るい性格が演奏するものすべてから伝わってくる」と評している。
ベン・ラトリフは2006年7月9日のニューヨーク・タイムズに「ブロッサム・ディアリー並の声域を駆使したハイトーンをもち、白昼夢のような静かな歌唱も聴かせる」と書き「独自の女性的空間、上から下まで独特な音を創り出した。」とも書いている。
2008年5月26日には同じくラトリフがニューヨーク・タイムズに「彼女の核となる才能とは、メロディアスなベースプレイや変幻自在な小声のボーカルにある、軽やかで、楽天的で、弾けるような躍動感にある」と書きながらも「しかし、その音楽には謙虚さは全くない」としている。さらに「この（スティービー・ワンダーやウェイン・ショーターが）拓いた道を新しいレベルの定義やパワーにする試みと言えるが、間奏やグルーヴはややありきたりで、本来の強みではないシンガーソングライターとしての彼女を前面に押し出している」とも付け加えている。
パット・メセニーは、「彼女は言いたいことがたくさんあったんだ。[...] 彼女のユニークな資質は、あの素晴らしい音楽的スキルを超えたところにある。つまり、彼女には、自分独自の個人的なビジョンやエネルギーを伝えることができるという、類いまれな才能がある。」と語っている。
26Noticiasのアンドレ・キンテロスは2008年10月28日の記事でスポルディングを「今日のジャズ・シーンで最も素晴らしい才能をもつ一人」と書いている。

## 影響
自身が影響を受けたジャズ・ベーシストとして、ロン・カーターとデイヴ・ホランドの名前を挙げている。カーターからは「オーケストレイション」、ホランドからは独特の作曲手法を学んだという。サックス奏者のウェイン・ショーターについては「私のヒーロー」と語っている。ブラジル音楽も自身の音楽の重要な要素であるとし、その影響は彼女の作品に色濃く反映されている。
フュージョンに強い影響を受けており、「40年前から現在にいたるまで音楽という文化にモダンなサウンドを提供し続けている素晴らしい発明品」と語っている。現在のジャズについては「既にそのルーツからは脱却し、ストリート性や黒人文化との関連性も薄れ、成熟した『アート』コミュニティとして親しまれている」と考えを述べている。デビュー間もない頃にはジャズを「ダンス・ミュージック」、また「自分自身をクールだと考える若者のための音楽」とし、ジャズがヒップホップやネオ・ソウルといった音楽と同等の役割を果たすとの信条を披露している。

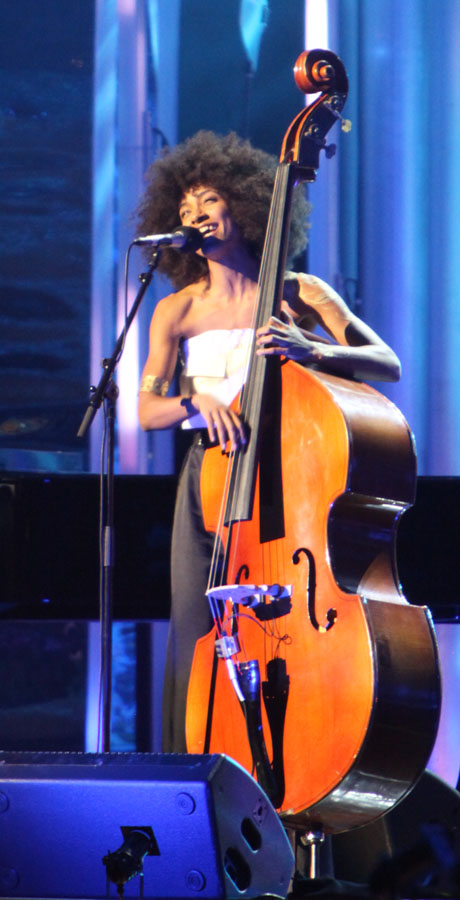
2009年12月10日、ノーベル平和賞コンサートで演奏するスポルディング

エスペランサは、女性としての魅力ではなく自身のミュージシャンシップを評価してほしいと強く望んでおり、女性ミュージシャンは女性であることを重視した活動を過度に行わないような責任を持つべきだとの考えを表明している。また、女性ミュージシャンとカテゴライズされるだけでなく、特定の音楽ジャンルにカテゴライズされることも嫌っている。共演するミュージシャンにも偏見を持たず、ジャズとは疎遠なミュージシャンたちとも積極的に共演する機会を得たいとしている。ビヨンセのようなポップ・ミュージックの有名アーティストとも共演してみたいと語っていた。
手本としたいアーティストもマドンナからオーネット・コールマンに至るまでジャンルを限定することなく、自分に自信を持てるアーティストを目指したいという。作曲活動を継続することの重要性も強調している。また、自分が選択したアートフォームが、マスターするのが難しく、学ぶことがたくさんあるものだったことも認識しているという。

## 主な演奏活動

### 2009年ノーベル平和賞授賞式／コンサート
2009年12月10日、オスロ・シティホールで開催されたノーベル平和賞授賞式にて米大統領バラク・オバマの名誉を讃える演奏を披露し、翌日のノーベル平和賞コンサートにも出演。スポルディングはオバマの個人的なお気に入りアーティストとして招待されている。

### 2009年パークシティ・ジャズ・フェスティバル（ユタ州パークシティ ）
米国における最大のジャズ・フェスティバルの一つに数えられるユタ州パークシティのパークシティ・ジャズ・フェスティバルにて2009年度初日のトリを務めた。最後の演奏では同じ日に出演していたベーシストのブライアン・ブロンバーグ、ショーン・オブライアン・スミスとの共演も見られた。

### 2010年「オースティン・シティ・リミッツ」(PBS TV)
2010年の2月7日には"Esperanza Spalding”がGoogleにて世界で2番目に多く検索されたキーワードとなった。これの要因となったのは前日に放送されたオースティン・シティ・リミッツでのパフォーマンスに対する反響であった。

## ディスコグラフィ

### リーダー作品
| オリジナル盤発売日      | アルバム名                                                       | レーベル                           | 備考 |
| ----------------------- | ---------------------------------------------------------------- | ---------------------------------- | --- |
| 2006年4月18日           | Junjo                                                            | Ayva Music                         | エスペランサによる非凡なベース演奏とスキャットを中心に、キューバ出身のピアニスト・ドラマーをフィーチャーしたデビュー作。                                                                                          |
| 2008年5月20日           | 『エスペランサ』 Esperanza                                       | ヘッズ・アップ・インターナショナル | フラメンコ・ギターの名手：ニーニョ・ホセーレ、パーカッションにジェイミー・ハダッド、ドラマーにオラシオ・“エル・ネグロ”・エルナンデス、サックスにドナルド・ハリソンなど、旬のミュージシャンをゲストに迎えた2作目。 |
| 2010年8月17日           | 『チェンバー・ミュージック・ソサイエティ』 Chamber Music Society | ヘッズ・アップ・インターナショナル | ゲスト歌手としてミルトン・ナシメントとグレッチェン・パーラト、ギタリストにリカルド・ヴォートを迎えた3作目。 |
| 2012年3月20日           | 『ラジオ・ミュージック・ソサイエティ』 Radio Music Society       | ヘッズ・アップ・インターナショナル | 第55回グラミー賞（最優秀ジャズ・ボーカル・アルバム）受賞作品。 同賞（最優秀インストゥルメンタル編曲（ボーカルあり））受賞曲 #11."City Of Roses" 所収。                                                            |
| 2016年3月4日            | 『エミリーズ・D+エヴォルーション』 Emily's D+Evolution           | コンコード                         | |
| 2017年12月16日          | Exposure                                                         | コンコード                         | 7777枚限定リリース |
| 2018年10月7日 -10月12日 | Twelve Little Spells                                             | コンコード                         | |

### with Noise for Pretend
| オリジナル盤発売日 | アルバム名                      | レーベル | 備考 |
| ------------------ | ------------------------------- | -------- | ---- |
| 2001年10月18日     | Blanket Music/Noise For Pretend | Hush     |      |
| 2002年7月2日       | Happy You Near                  | Hush     |      |

### with スタンリー・クラーク
| オリジナル盤発売日 | アルバム名                             | レーベル                           | 備考 |
| ------------------ | -------------------------------------- | ---------------------------------- | ---- |
| 2007年10月16日     | ザ・トイズ・オブ・メン The Toys of Men | ヘッズ・アップ・インターナショナル |      |

### with Nando Michel
| オリジナル盤発売日 | アルバム名 | レーベル               | 備考 |
| ------------------ | ---------- | ---------------------- | ---- |
| 2006年11月21日     | Duende     | Fresh Sound New Talent |      |
| 2010年1月4日       | Reencontro | Blue Music Group       |      |

### with M. Ward
| オリジナル盤発売日 | アルバム名                 | レーベル         | 備考 |
| ------------------ | -------------------------- | ---------------- | ---- |
| 2003年3月18日      | Transfiguration of Vincent | マージ・レコード |      |

## 受賞歴
| 年     | 賞                                       | 部門                                                     | 作品                                                         | 備考                                                                 |
| ------ | ---------------------------------------- | -------------------------------------------------------- | ------------------------------------------------------------ | -------------------------------------------------------------------- |
| 2009年 | ジャズ・ジャーナリスト協会賞             | アップ・アンド・カミング・アーティスト・オブ・ザ・イヤー |                                                              | 2010年にも同部門にノミネートされた。                                 |
| 2011年 | 第53回グラミー賞                         | 最優秀新人賞                                             |                                                              | ジャズ・アーティストが最優秀新人賞を受賞するのは初の快挙であった。   |
| 2011年 | ボストン・ミュージック・アワード         | ジャズ・アーティスト・オブ・ザ・イヤー                   |                                                              |                                                                      |
| 2012年 | ソウル・トレイン・ミュージック・アワード | 最優秀現代ジャズ・アーティスト／グループ                 |                                                              |                                                                      |
| 2013年 | 第55回グラミー賞                         | 最優秀ジャズ・ボーカル・アルバム                         | 『ラジオ・ミュージック・ソサイエティ』 - Radio Music Society | 同作品表題曲は最優秀長編ミュージック・ビデオ賞にもノミネートされた。 |
| 2013年 | 第55回グラミー賞                         | 最優秀インストゥルメンタル編曲（ボーカルあり）           | "City of Roses"                                              |                                                                      |